# مصفق (إناء)

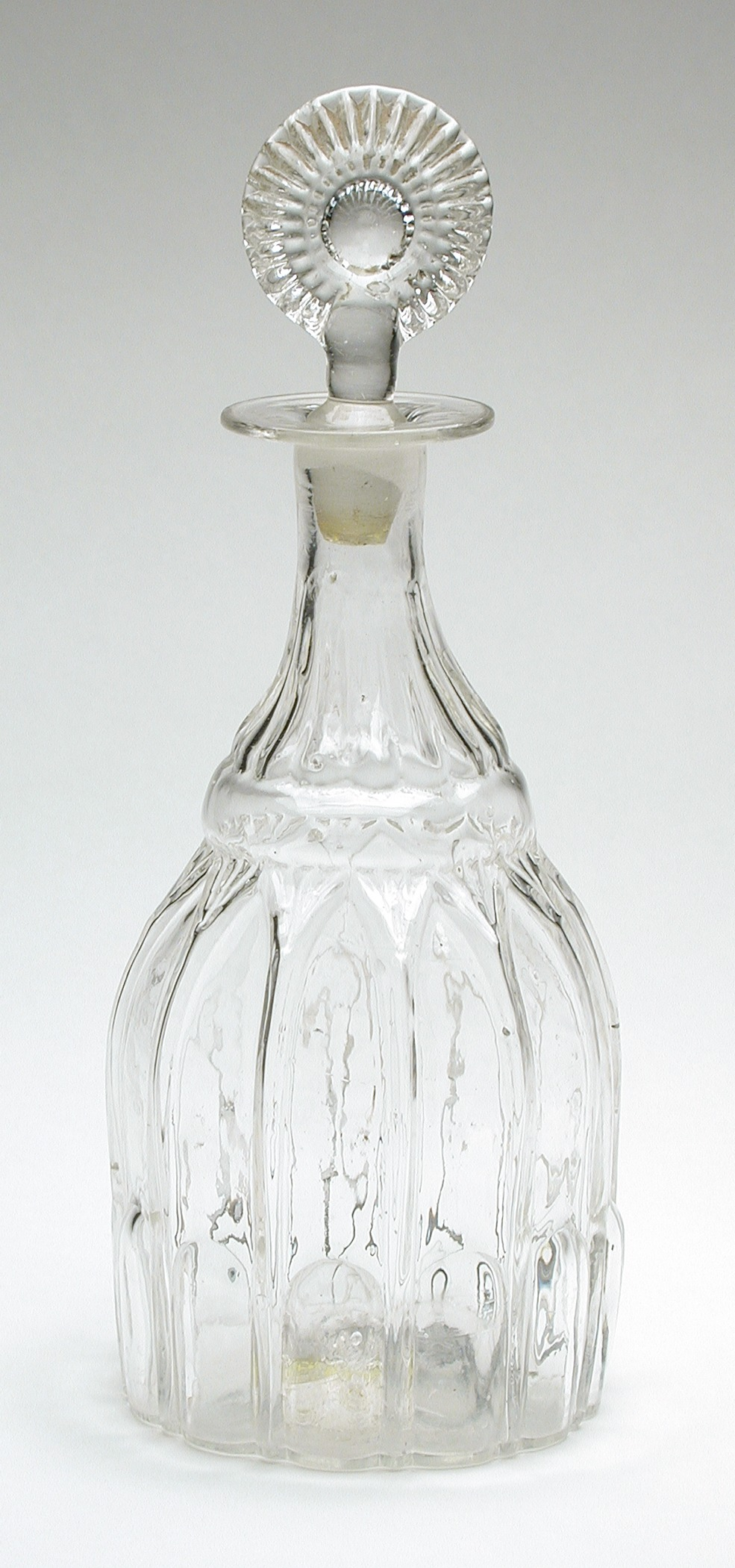
مصفق بسدادة.

المِصْفَق إناء يستخدم لإمساك سائل (مثل النبيذ) الذي قد يحتوي على الثفل. المصبغة، التي لها شكل وتصميم مختلفان، تصنع تقليديا من الزجاج أو البلور. حجمها عادة ما يعادل زجاجة واحدة من النبيذ القياسي (0.75 لتر).
أما القارورة، والتي تستخدم أيضًا تقليديًا لتقديم المشروبات الكحولية، هي مماثلة في التصميم إلى المصفق ولكن لا يتم توفيرها مع سدادة.

## التاريخ
طوال تاريخ النبيذ، لعبت المصفقات دورًا كبيرًا في خدمة النبيذ. تمتلئ الأوعية بالنبيذ من الأمفورات وتُحضر إلى الطاولة حيث يمكن التعامل معها بسهولة أكثر من قبل خادم واحد. لقد كان الرومان القدماء رائدين في استخدام الزجاج كمواد. بعد سقوط الإمبراطورية الرومانية الغربية، أصبح إنتاج الزجاج شحيحًا، مما جعل غالبية الشرفات مصنوعة من البرونز أو الفضة أو الذهب أو الفخار. أعاد الفينيسيون تقديم أواني زجاجية خلال فترة عصر النهضة، وكانوا رائدين في أسلوب الرقبة الطويلة النحيلة التي تفتح على جسم واسع، مما يزيد من مساحة السطح المكشوفة من النبيذ، مما يسمح لها بالتفاعل مع الهواء. في 1730، قدم صناع الزجاج البريطانيون سدادة للحد من التعرض للهواء. منذ ذلك الحين، لم يكن هناك تغيير يذكر في التصميم الأساسي للمرطب.
على الرغم من كونه مصممًا للنبيذ، يتم تخزين المشروبات الكحولية الأخرى مثل الكونياك أو الويسكي الشعير أحادي الشعير، ويتم تخزينها في الأفران اللولبية. وتباع بعض الكونياك والويسكي الشعير في decanters مثل مالت Dalt واحدة من العمر 50 عاما أو تقطير باومور 22 سنة.

## عملية الصب

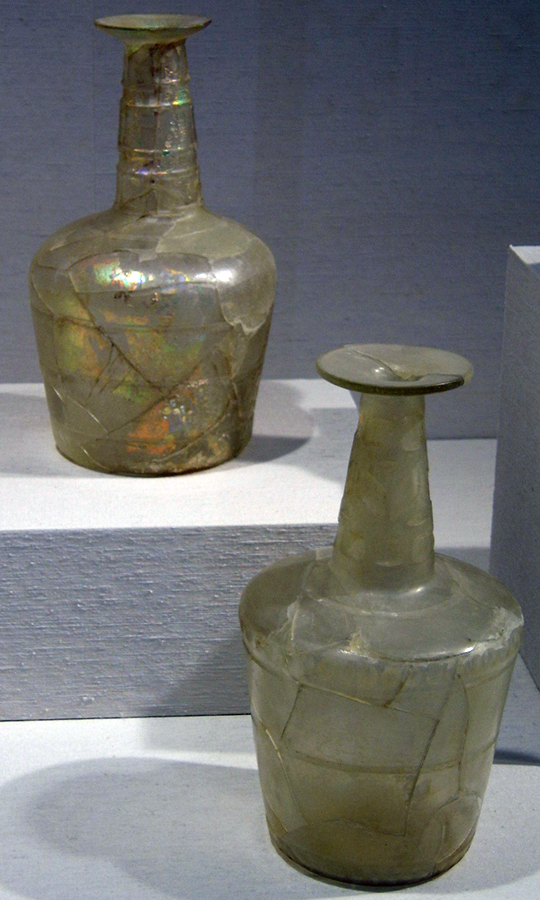
داورق الشرب تم نفخها بالأسلوب الحر. أول نصف من القرن ال 11. محفور في "تيبي مدراسيه" (أو Teppe Madraseh)، نيسابور، إيران، متحف المتروبوليتان للفنون.

يتم سكب السائل من وعاء آخر في المصفق لفصل جزء صغير من السائل، يحتوي على الثفل، من حجم أكبر من السائل «الواضحة»، وهو خالي من ذلك. في هذه العملية، يتم ترك الثفل في الوعاء الأصلي، ويتم نقل السائل الصافي إلى المصفق. هذا مشابه للأرفف، لكنه يؤدي قبل التقديم. وقد استخدم مصنعو النبيذ لتقديم الخمور المحملة بالثفل في الزجاجة الأصلية. هذه الثفل يمكن أن تكون ناتجة عن نبيذ قديم جدا أو واحد لم يتم تصفيته أو توضيحه أثناء عملية صنع النبيذ. في معظم صناعة النبيذ الحديثة، تم تقليل الحاجة إلى تلوين لهذا الغرض بشكل كبير، لأن العديد من الخمور لم تعد تنتج كمية كبيرة من الثفل مع تقدم العمر.

## تهوئة
سبب آخر لتلوين النبيذ هو لتهدئته، أو السماح له «بالتنفس». ويهدف المصفق إلى محاكاة تأثيرات تحريك زجاج النبيذ لتحفيز عمليات الأكسدة التي تسبب إطلاق المزيد من المركبات العطرية. بالإضافة إلى ذلك، يعتقد أنه يفيد النبيذ عن طريق تنعيم بعض الجوانب الأقسى من النبيذ (مثل التانينات أو عيوب النبيذ المحتملة مثل المركبتان). العديد من كتاب النبيذ، مثل المؤلف كارين مكنيل (Karen MacNeil) في كتاب «ذا واين بايبل» The Wine Bible، يدعون التصفيق لأغراض التهوية، ولا سيما مع النبيذ تانيك (tannic) جدا مثل النبيذ بارولو (Barolo)، بوردو، كابيرن (Cabernet Sauvignon)، بورت (Port)، ورون (Rhône) في حين يلاحظ أن الصب قد يكون ضارا ل خمور أكثر حساسية مثل كيانتي (Chianti) وبينو نوار (Pinot noir).
ومع ذلك، فإن فعالية الصبغة هي موضوع نقاش، مع بعض خبراء النبيذ مثل عالم الأجنة إميل باينود زاعمين أن التعرض الطويل للأكسجين ينشر في الواقع ويتبدد مركبات أكثر رائحة مما يحفزه، على النقيض من آثار التعرض على نطاق أصغر والإفراج الفوري أن يحوم النبيذ في الزجاج الشارب لديه. بالإضافة إلى ذلك، فقد تم الإبلاغ عن أن عملية الصب خلال فترة من بضع ساعات لا يكون لها تأثير تانينات تليين. يحدث تليين التانينات خلال عملية صنع النبيذ والشيخوخة عندما تمر التانينات بعملية بلمرة يمكن أن تستمر لأيام أو أسابيع؛ يزيل التلاشي مجرد إدراك الكبريتيت والمركبات الكيميائية الأخرى في النبيذ من خلال الأكسدة، والتي يمكن أن تعطي بعض الشاربين الإحساس بالتانينات الأخف في النبيذ. تماشيًا مع وجهة النظر القائلة بأن الصب يمكن أن تبدد العبير، تفضل خبيرة النبيذ كيرين أوكيف أن تترك النبيذ يتطور ببطء وبطبيعية في الزجاجة، عن طريق العمل قبل بضع ساعات، وهي ممارسة اقترحها منتجو النبيذ مثل بارتولو ماسكاريلو (Bartolo Mascarello) وفرانكو بيونيدي سانتي.
خبراء النبيذ الآخرين، مثل الكاتب جانكس روبينسون (Jancis Robinson)، يروجون للقيمة الجمالية لاستخدام المصفق، وخاصةً ذات التصميم الأنيق والمصنوع من الزجاج الشفاف، ويؤمنون أنه ليس هناك الكثير من الخمور التي لا يوجد فيها ضرر كبير النبيذ عن طريق صبها. ويمكن أيضا أن يُستخدم المصفق لتقديم النبيذ بشكل مجهول.